# سيفيريانوس من سيثوبوليس
سيفيريانوس ( بالإنجليزية: Severianus, bishop of Scythopolis) (- 21 فبراير 453) كان أسقف سيثوبوليس في فلسطين الثانية (بيسان حاليا) وشهيدا وقديسا. تُعيد له الكنائس الديوفيزية التي قبلت بمقررات مجمع خلقيدونية في 21 فبراير، كونه ناضل ضد عقيدة الطبيعة الواحدة وقُتل من أجل ذلك.

## حياته
صير الإمبراطور ثيودوسيوس الثاني مدينة سيثوبوليس عاصمة لمقاطعة فلسطين الثانية المنشأة حديثا وكان ذلك عام 390. وعليه، عين سييفريانوس أسقفا للعاصمة الجديدة، ومطرانا للإقليم. كان اسمه ضمن أسماء الموقعين على قانون إيمان مجمع خلقيدونية الملتئم عام 451، لكن حضوره في الجلسات ليس متيقَنا منه.
كان تبشيره بمخرجات الحوار المسكوني لمسيحيي فلسطين، غير مرغوب فيه؛ إذ قُتل سيفريانوس خلال الاضطرابات التي سببتها مخرجات المجمع، الناص على أن ألوهية المسيح وإنسانيته هما طبيعتان متمايزتان دون امتزاج ولا انفصال، مناقضا بذلك فلسفة أوطاخي الذي علم بامتزاجهما.

## سيرته حسب المؤرخين
نقل كاتب سير القديسين ألبان بتلر في كتابه حياة الآباء والشهداء وغيرهم من القديسين نقلا عن سيرة القديس يوثيميوس الكبير التي دونها كيرلس الراهب، ما يلي:
- على أيام الإمبراطورين مارقيان وبوليخاريا، احتفى القديس يوثيميوس مع قسم كبير من رهبان فلسطين، بمجمع خلقيدونية الذي أدان بدعة أوطاخي. لكن، وتحت حماية الإمبراطورة السابقة آيليا، أرملة ثيودوسيوس الثاني، والتي عاشت في أورشليم، تمكن ثيودوسيوس، الراهب الأوطاخي "الجاهل والمستبد"، من إفساد عقيدة الكثير من الرهبان، وألزم الأسقف يوفينال على التنحي من منصبه.. وبغير وجه حق، نصب نفسه أسقفا على المدينة المهمة؛ وبسبب الاضطهاد المروع الذي أقامه، أغرق القدس بالدم -حسب وصف الإمبراطور مارقيان- ثم، على رأس فيلق من الجنود، جاب البلاد ناشرا الخراب. ومع ذلك، كان لدى الكثير من المؤمنين الشجاعة للوقوف في وجهه؛ لم يقاومه أحد بجرأة وعزم أكثر مما فعل سيفيريانوس، أسقف سكيثوبوليس، وأجره كان إكليل الشهادة. إذ أن الجنود الحانقين سحبوه إلى خارج المدينة وذبحوه. كان ذلك في أواخر عام 452 أو في بداية العام الجديد. ورد اسمه في السجل الروماني للشهداء معيدين له في 21 فبراير.[3][4]»